# Hausmaus
Die Hausmaus (Mus musculus) ist eine zu den Altweltmäusen (Murinae) gezählte kleine Art der Langschwanzmäuse (Muridae) aus der Ordnung der Nagetiere. Sie kommt in fast allen Ländern vor und lebt als Kulturfolger oft in der Nähe von Menschen.
Zuchtlinien der Hausmaus werden als Farbmäuse bezeichnet und seit Jahrzehnten für Tierversuche genutzt sowie als Haus- und Futtertiere gehalten.

## Äußere Merkmale

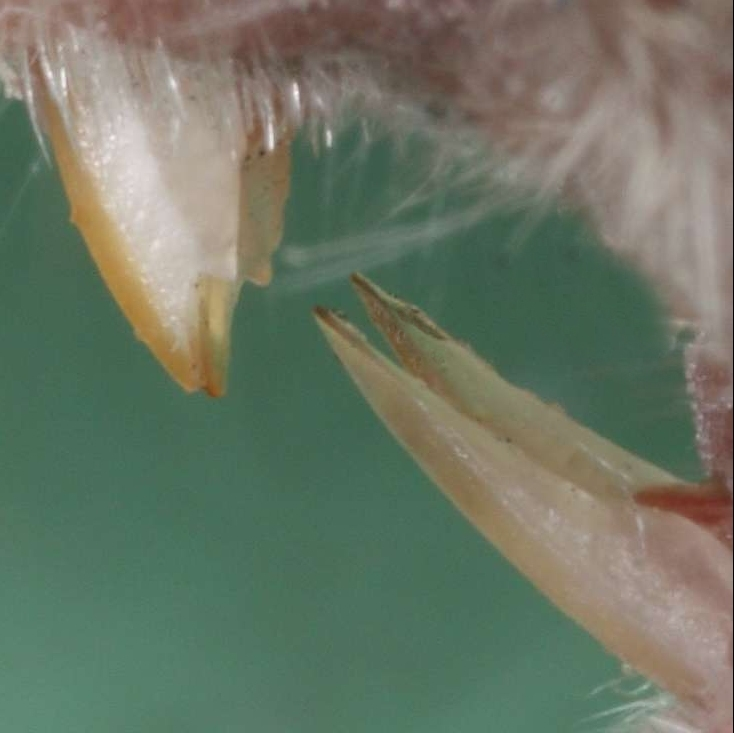
Kerbe an der Rückseite der oberen Schneidezähne

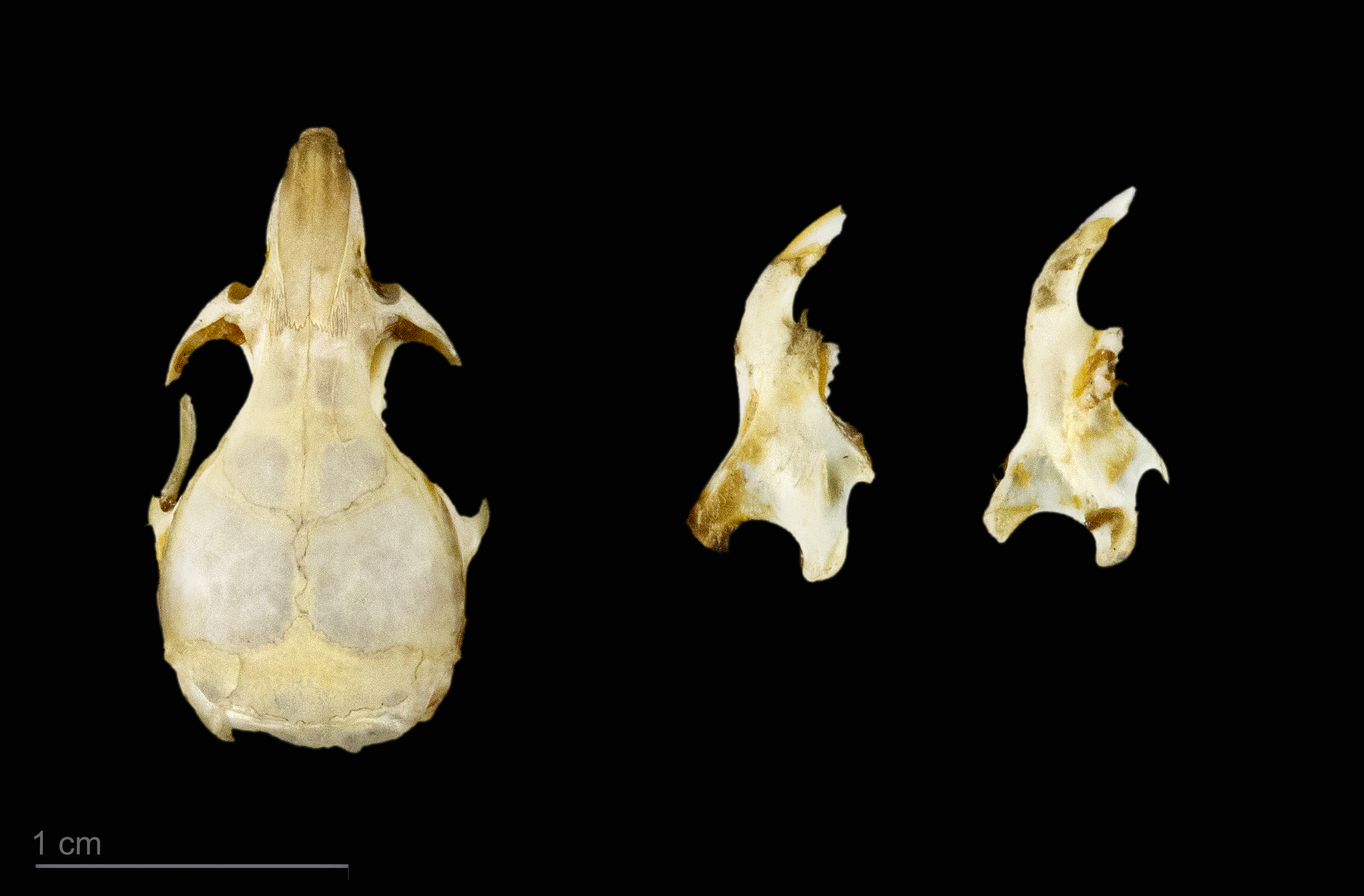
Schädel von Mus musculus, Sammlung Museum von Toulouse

Im Freiland lebende Hausmäuse erreichen eine Kopf-Rumpf-Länge von 7 bis 11 Zentimetern, eine Schwanzlänge von 7 bis 10 Zentimetern und ein Gewicht von etwa 20 bis 25 Gramm. Die in Laboren gehaltenen weißen Mäuse und die im Tierhandel erhältlichen Farbmäuse können wesentlich schwerer werden, 45 bis 60 Gramm sind keine Seltenheit. Der Körper ist oberseits mausgrau bis braungrau, die Unterseite ist etwas heller. Der Schwanz ist mit deutlich sichtbaren Schuppenringen versehen und spärlich behaart.
Ausgewachsene Hausmäuse haben längere Schwänze als Wühlmäuse. Der Schwanz einer Wühlmaus ist kürzer als ihr halber Rumpf (von Nase bis Schwanzansatz), bei einer Hausmaus ist der Schwanz länger als die Hälfte ihres Rumpfes. Die Nagezähne des Oberkiefers sind etwas eingekerbt.
Ähnlichkeit besteht zur Waldmaus, die sich ebenfalls häufig in Gebäuden aufhält. Bei Waldmäusen ist jedoch die helle Unterseite deutlicher vom dunkleren Fell der Oberseite abgegrenzt als bei Hausmäusen. Im Unterschied zur Hausmaus hat die Waldmaus keine Kerbe an der Rückseite der oberen Schneidezähne.

## Karyotyp und Genom
Im Zellkern sind die Gene der Hausmaus in zweimal 20 Chromosomen organisiert, und zwar in zweimal 19 Autosomen plus zwei Geschlechtschromosomen. Das vollständige Genom einer Labormaus wurde erstmals 2002 sequenziert; es besteht, wie das menschliche, aus etwa drei Milliarden Basenpaaren. Die Anzahl der Gene wird auf 24.000 geschätzt.

## Verbreitung

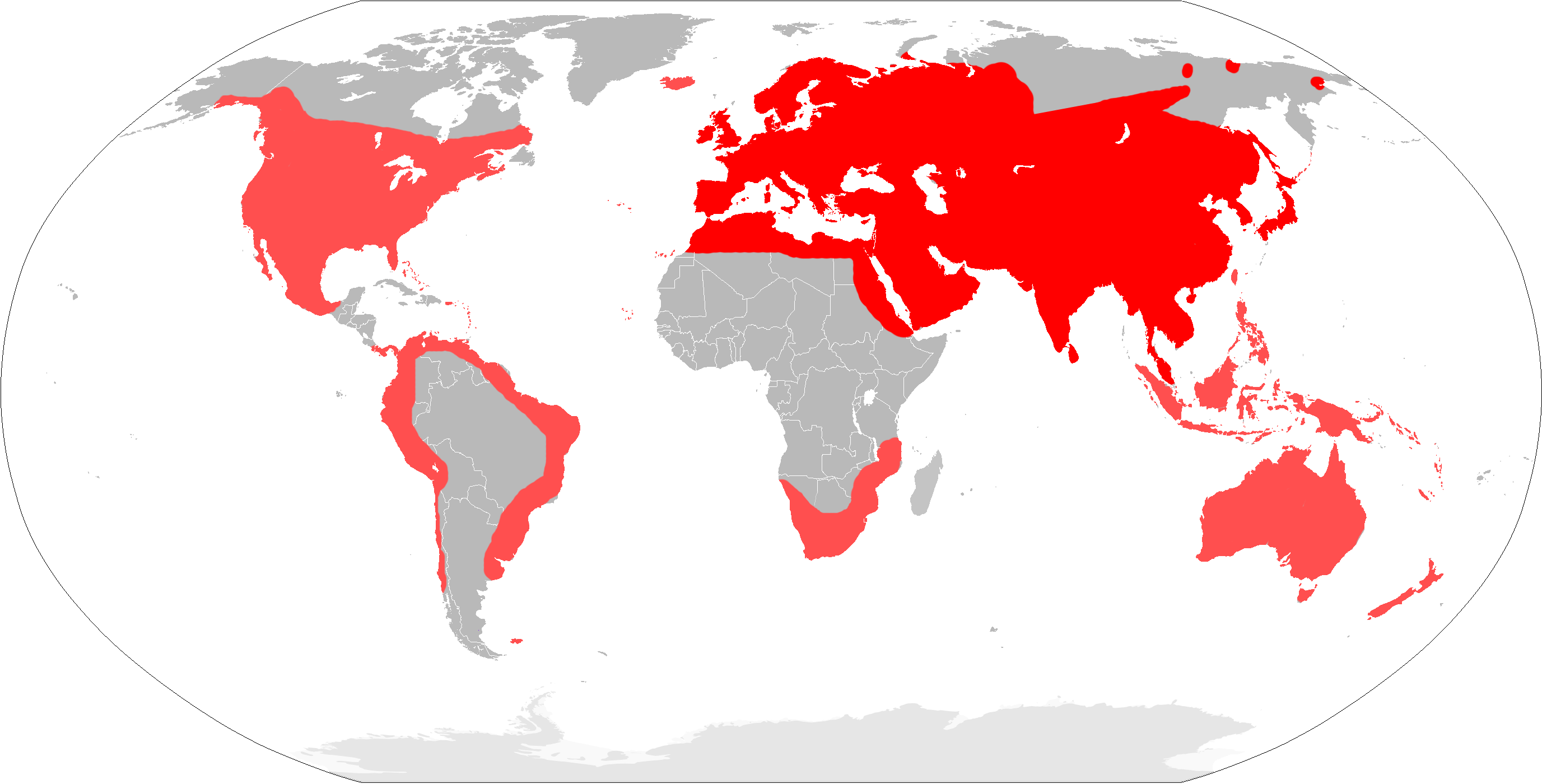
Verbreitung der Hausmaus

Vor rund 500.000 Jahren entwickelten sich im Gebiet des heutigen Indien und Iran mehrere Unterarten der Hausmaus. Als Kulturfolger breiteten diese sich mit der – zumeist unfreiwilligen – Hilfe des Menschen auf der ganzen Erde aus. Ihre Ausbreitung liegt jedoch so lange zurück, dass Hausmäuse in Europa und Ostasien als Archäozoen gelten.
Anhand von Knochenfunden kann man die Ausbreitung der Unterarten rekonstruieren. Die östliche Unterart (Mus musculus musculus) breitete sich zunächst nach Nordasien und Osteuropa aus und passte sich an das kontinentale Klima an. Über Zentralasien kam sie, vermutlich mit frühen Bauern, auch nach Mittel- und Westeuropa; sie erreichte Belgien um 4000 v. Chr. Die Westliche Hausmaus (Mus musculus domesticus) passte sich an Seeklima an und gelangte mit phönizischen Handelsschiffen in den Mittelmeerraum, nach Afrika, Westeuropa und von dort aus mit den ersten europäischen Seefahrern u. a. nach Amerika, Australien, Taiwan und selbst auf die abgelegenen Färöer-Inseln. Um 10.000 v. Chr. ist diese Unterart in Palästina nachgewiesen, 4000 v. Chr. in Griechenland, 1000 v. Chr. in Spanien und um die Zeitenwende gelangte sie mit Booten auf die Britischen Inseln. In jüngerer Zeit hat sie ihr Verbreitungsgebiet in Mitteleuropa von Westen her bis zur Ostsee ausgedehnt. Die dritte Unterart, die Asiatische Hausmaus (Mus musculus castaneus), verbreitete sich von Indien nach Ostasien und brachte aufgrund von Verpaarungen Hybrid-Populationen (genannt Japanische Hausmaus, Mus musculus molossinus) aus Mus musculus castaneus x Mus musculus musculus hervor.
In Deutschland kommen die östliche und die westliche Unterart seit ungefähr 5000 Jahren getrennt voneinander vor. Die Verbreitungsgebiete beider Unterarten überlappen sich jedoch in einer rund 40 Kilometer breiten Kontaktzone, entlang der Klimascheide zwischen atlantischem Klima und kontinentalem Klima, und erzeugen dort Hybrid-Populationen. Die Mischlinge leiden allerdings unter einem schwachen Immunsystem, sie werden häufiger von Parasiten befallen und bringen weniger Nachwuchs zur Welt als vergleichbare Individuen der beiden Unterarten. Diese Hybridzone erstreckt sich quer durch Jütland und von der Lübecker Bucht nach Süden, reicht um den östlichen Rand der Alpen herum Richtung Mittelmeer, folgt dem Gebirgskamm entlang der heutigen kroatisch-bosnischen Grenze und erreicht ungefähr in Höhe von Bukarest das Schwarze Meer.
Wenn die Hausmaus nicht in der Nähe des Menschen lebt, bewohnt sie vor allem Steppen, Wüstengebiete und Kulturland. Dort gräbt sie Gänge und baut Nester, in denen sie ihre Vorräte lagert. Die in Laboren gehaltenen weißen Mäuse stammen ausnahmslos von der westlichen Unterart Mus musculus domesticus ab.

## Verhalten
Die Hausmaus ist in Menschennähe meist nachtaktiv, legt Vorräte an und fällt bei Frost und Futterknappheit in einen Erstarrungszustand. Freilebende Mäuse laufen auf geruchsmarkierten Trampelpfaden („Schmierspuren“).
Hausmäuse sind neben den Wanderratten bezüglich ihres Sozialverhaltens (speziell des Eintrageverhaltens) und ihrer Genetik die am besten untersuchten Säugetiere. Sie verständigen sich durch Betasten, Beriechen – siehe den Artikel Olfaktorische Kommunikation bei Hausmäusen – und durch Ultraschall-Laute. Besonders bei Nestlingen kann man das leise Knacken der Stimmlippen hören, wenn sie die für Menschen unhörbaren Ultraschall-Laute produzieren. Diese Kommunikation erfolgt auch in der Balz, dabei „singen“ die Männchen individuelle, immer wiederkehrende Melodiethemen, ähnlich wie Singvögel.

### Ernährung
Hausmäuse sind sogenannte Allesfresser: Sie verzehren zwar überwiegend pflanzliche Nahrung (zum Beispiel herabgefallene Samen von Gräsern, Nüsse und Wurzeln), nutzen für ihre Ernährung aber beispielsweise auch lebend erbeutete Insekten.

### Fortpflanzung und Jungtiere

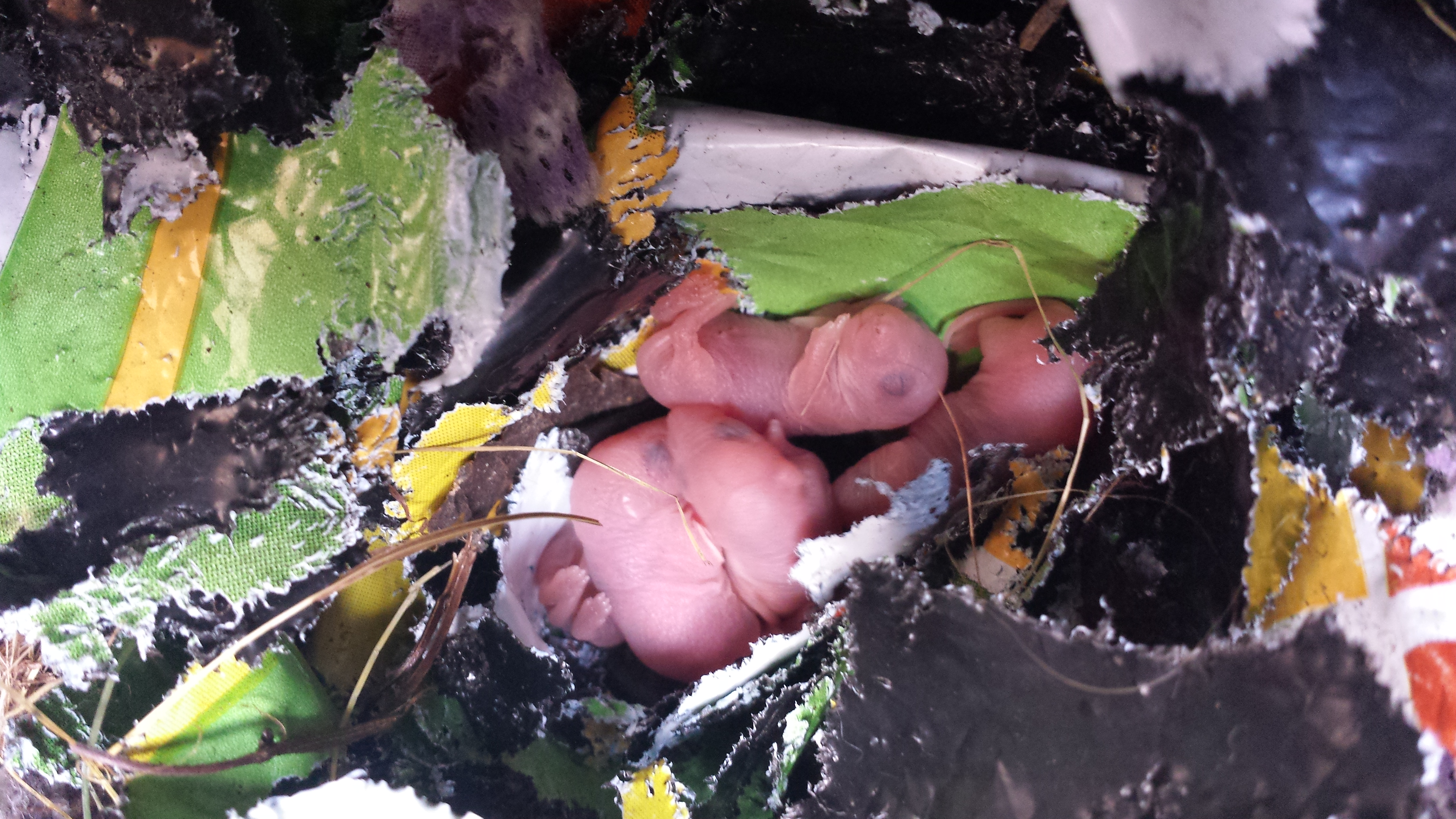
Wurf einer Hausmaus in einem Nest gebaut aus Putzlappen und Plastiktüte

Die Weibchen paaren sich in der Regel mit mehreren Männchen (Polyandrie). Bisweilen kommt es zur gemeinsamen Jungenaufzucht zweier Weibchen in einem Nest. Bei entsprechendem Nahrungsangebot ist die Hausmaus das ganze Jahr über fortpflanzungsfähig und wirft bis zu acht Mal jährlich durchschnittlich drei bis acht Junge. Bei sozialem Stress wie knapper Nahrung und wenig Platz verzögern sich die Eireifung und die Brunft.
Die Jungtiere sind bei der Geburt nackt, blind, taub, unpigmentiert und wiegen weniger als ein Gramm. Die festverschlossenen Augen sind bei Wildmäusen dunkel und bei weißen Mäusen farblos. Um den 10. Lebenstag herum sind die Nestlinge von einem gleichmäßigen Flaum aus kurzen Haaren überzogen, und am 15. oder 16. Tag nach der Geburt öffnen sie die Augen. Bis zu einem Alter von etwa 21 Tagen werden sie mit Milch gesäugt, dann können sie von der Mutter abgesetzt werden. Im Alter von drei Wochen haben sie ein Körpergewicht von etwa sechs Gramm erreicht und sind mit sechs Wochen geschlechtsreif. Als zuchtreif gelten sie ab der achten Woche. Die Tragezeit beträgt etwa drei Wochen.

### Lebenserwartung
Die Lebenserwartung von Wildfängen der Hausmaus beträgt in der Tierhaltung zwei bis drei Jahre, einzelne Tiere können deutlich älter werden. Durch innerartliche Konkurrenz und Feinddruck ist die Lebenserwartung von Hausmäusen im Freiland erheblich geringer.

## Natürliche Feinde
Zu den natürlichen Feinden der Hausmaus in Europa zählen im Haus und in dessen Nahbereich vor allem Hauskatzen, Wanderratten und Steinmarder, in Scheunen auch die Schleiereulen. In freier Natur sind ihre Feinde Raubvögel, Wiesel, Marder, Rotfüchse, Schlangen und Wildkatzen.

## Hausmäuse und Menschen

### Hausmäuse als Heim- und Versuchstiere
Die domestizierte Form der Hausmaus (Farbmaus) wird als Haus- und Futtertier gehalten und ist einer der wichtigsten Modellorganismen in der biomedizinischen Forschung. Domestizierte Hausmäuse sind in der freien Wildbahn nicht längerfristig überlebensfähig. Die Haltung von Wildfängen der Hausmaus in Käfigen erweist sich in der Regel als schwierig, da die Tiere mangels genügenden Auslaufs zu Verhaltensstereotypien bis hin zur Selbstbeschädigung und zum Infantizid neigen. Auch die Handaufzucht junger Hausmäuse und anderer wildlebender Mäusearten gelingt in der Regel nicht.

### Schadwirkung

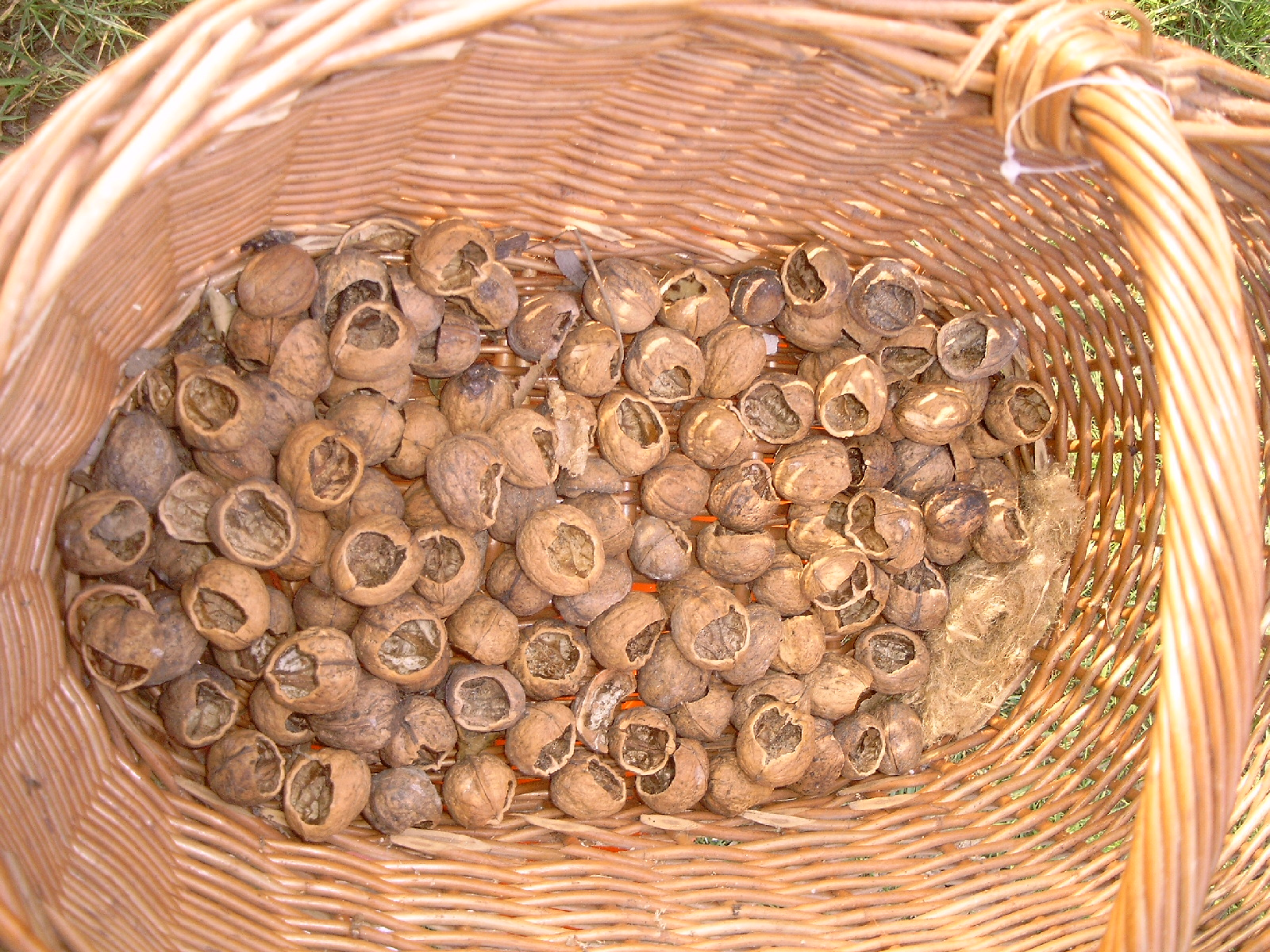
Von Mäusen benagte Nussernte

Als sehr anpassungsfähiges Tier gilt die freilebende Hausmaus gemeinhin als Nahrungsmittelschädling.
Hausmäuse sind neben anderen kleinen Nagern ebenfalls Reservoirwirte für diverse Borrelienarten (Bakterien), die dann von Vektoren wie z. B. auch schon in Vorgärten vorkommenden Zecken auf Tier und Mensch übertragen werden können.

### Bekämpfung
Siehe auch: Mausefalle und Rodentizid
Jahrhundertelang wurden Hauskatzen gehalten, um Mäuse zu bekämpfen. Heute dürfte die meistverbreitete Bekämpfung der Mäuse wohl neben dem Vergiften mit gebeiztem Getreide, welches zum Tod führt, das Aufstellen von Fallen sein. Früher wurden zur Mäusebekämpfung unter anderem Arsenverbindungen, Bariumcarbonat, Strychnin, Weißer Phosphor und Thalliumsulfat eingesetzt. Diese Stoffe hatten den Nachteil, dass sie auch Menschen und anderen Wirbeltieren schaden konnten. Auch das aktuell erlaubte Zinkphosphid ist in dieser Hinsicht nicht unbedenklich. Für die Umwelt und für andere Lebewesen am wenigsten bedenklich sind Gerinnungshemmer, die dem Vitamin K1 entgegenwirken und die auch in der Natur vorkommen. Bei Nagetieren führen sie nach Einnahme über mehrere Tage zu tödlichen inneren Blutungen. Nur eine Einnahme größerer Mengen ist für Menschen gefährlich. Das Auslegen von Gift führt jedoch nicht selten zu Vergiftungen von Haustieren wie Hunden und Katzen, wenn sie Giftköder oder vergiftete Mäuse oder Ratten fressen.
Mausefallen lassen sich unterteilen in lebendig fangende Fallen, zum Beispiel Kasten- oder Korbfallen aus Holzbrettchen und Draht, und tödlich fangende Fallen, zum Beispiel Schlagfallen mit einem federgespannten Hebel.
Mäuse können mit Drahtgitter (Eisen) oder Lochblech (Aluminium) – beides ist nagebeständig – ausreichend kleiner Lochgröße ausgesperrt werden. Am Einflugschlitz von Bienenstöcken wird Drahtgitter mit 8 mm Maschenweite empfohlen. Das nächstkleinere Gitter mit 6,3 mm Quadratloch ist nötig, um auch die kleinsten Spitzmäuse abzuhalten, behindert Bienen jedoch schon beim Durchkommen mit Beute an den Hinterbeinen und beim Abtransport toter Individuen. Wird die vertikale Höhe des schlitzförmigen Fluglochs durch eine Vorsatzleiste auf 5–6 mm reduziert, wird es ebenfalls mäusedicht.
Um auf Holzstehern errichtete Kellerregale, etwa zur kühlen Lagerung von Äpfeln bis über den Winter, oder
Getreide- oder Futterkästen in alpinem Gebiet sicher gegen Beklettern zu machen, wird in Bodennähe eine Barriere aus Steinen geschaffen. Ein zumindest faust- bzw. kopfgroßer Stein wird wackelsicher so auf dem Boden gebettet, dass seine Oberseite eine daraufgelegte wesentlich größere Steinplatte horizontal und stabil trägt. Diese bildet wiederum die Aufstandbasis für einen Holzsteher, der über das Holzkonstrukt mit den anderen Stehern steif verbunden ist. Ein Nagetier, das hier hinauf will, wird mit einer glatten horizontal überhängenden Steinfläche konfrontiert, die es, wenn ausreichend glatt, nicht beklettern kann.

## Systematik
Als anerkannte Unterarten der Hausmaus gelten:
- Östliche Hausmaus (Mus musculus musculus)
- Westliche Hausmaus (Mus musculus domesticus RUTTY, 1772)
- Asiatische Hausmaus (Mus musculus castaneus)[14]

Darüber hinaus wurden u. a. folgende Unterarten benannt:
- Mus musculus molossinus (Japanische Hausmaus), die anhand von genetischen Analysen als Hybrid zwischen Mus musculus musculus und Mus musculus castaneus beschrieben wurde[15]
- Mus musculus bactrianus (Südwestasiatische Hausmaus), deren genetische Abgrenzung von Mus musculus castaneus ungeklärt ist[16]
- Mus musculus manchu (Mandschurische Hausmaus) und Mus musculus wagneri (Wagner-Hausmaus), deren Abgrenzung gegen andere Unterarten ungeklärt ist[17]

Ferner wurde 1949 das Bestehen einer weiteren Unterart auf Helgoland postuliert, genannt Helgoländer Hausmaus (Mus musculus helgolandicus). Tatsächlich vermischen sich laut Max-Planck-Gesellschaft die Helgoländer Hausmäuse „fast gar nicht mehr“ mit neu eingeschleppten Artgenossen.

## Galerie: Entwicklungsschritte einer Hausmaus

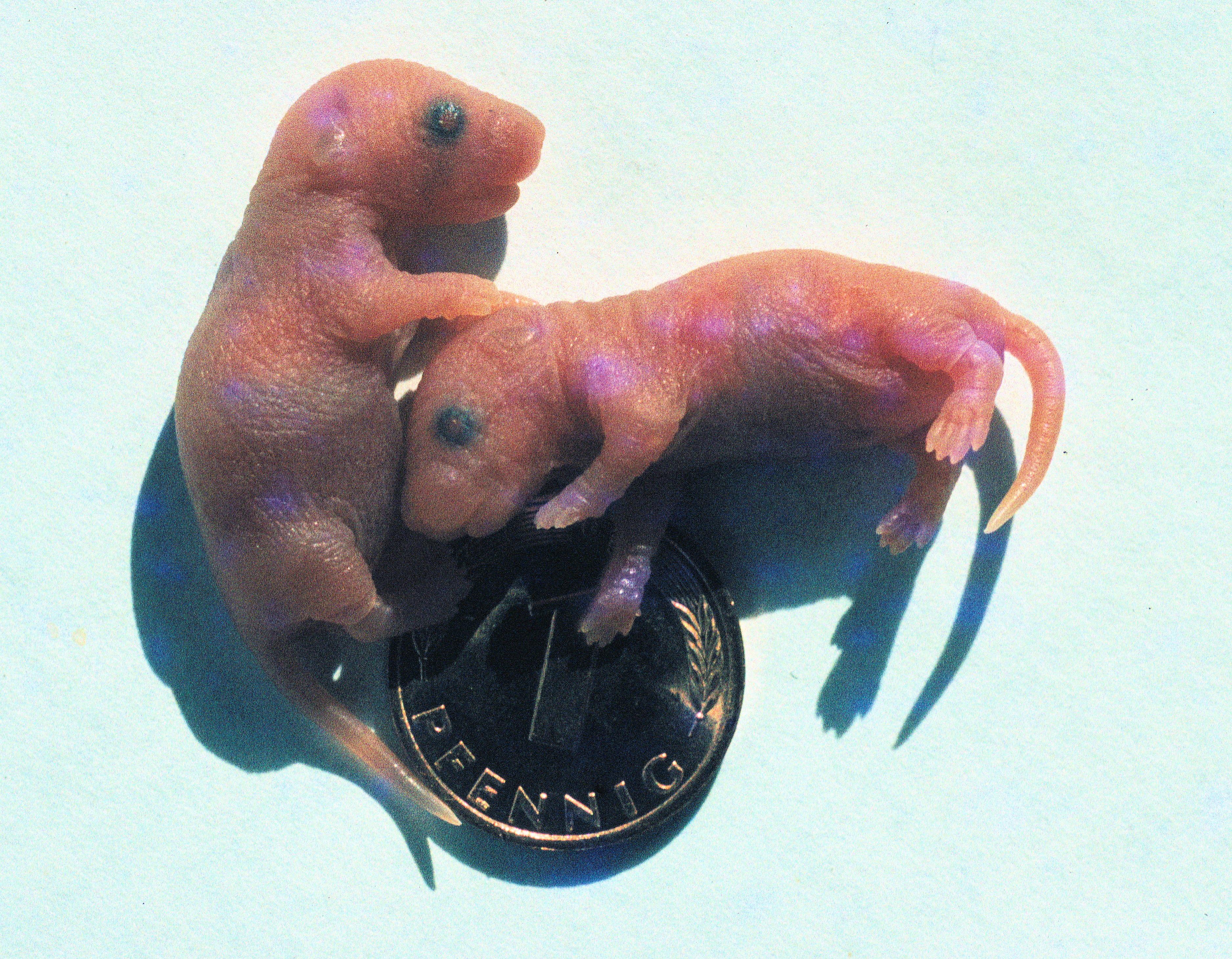
Neugeborene, 45 Minuten alt: Fast noch embryonal, können sie sich noch nicht koordiniert bewegen.
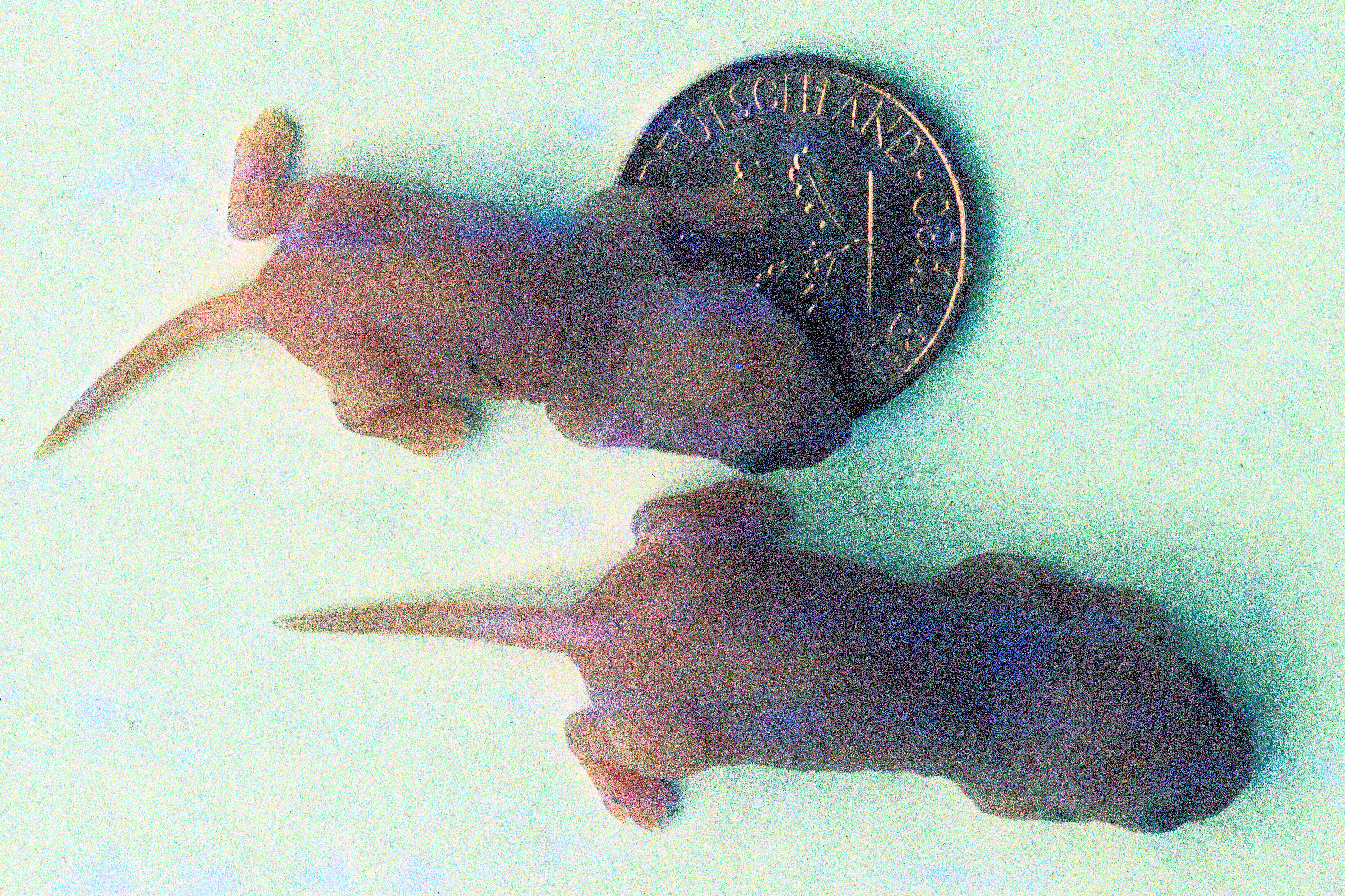
2. Lebenstag: Die Jungmäuse sitzen koordiniert, der Bauch wird jedoch noch nicht vom Boden abgehoben.
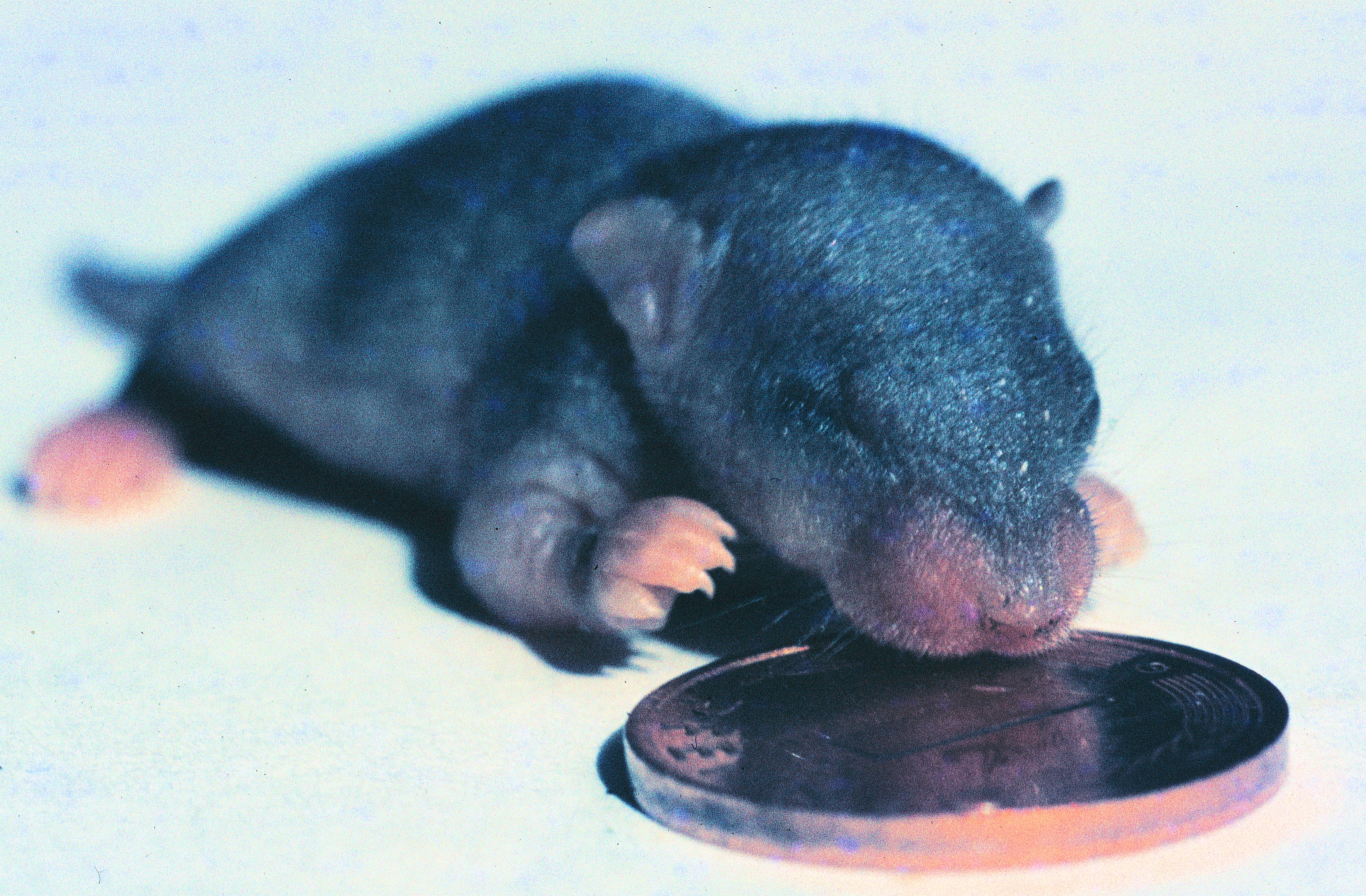
5. Lebenstag: Die Vorderpfoten sind frei beweglich, der Hinterleib bleibt noch am Boden.
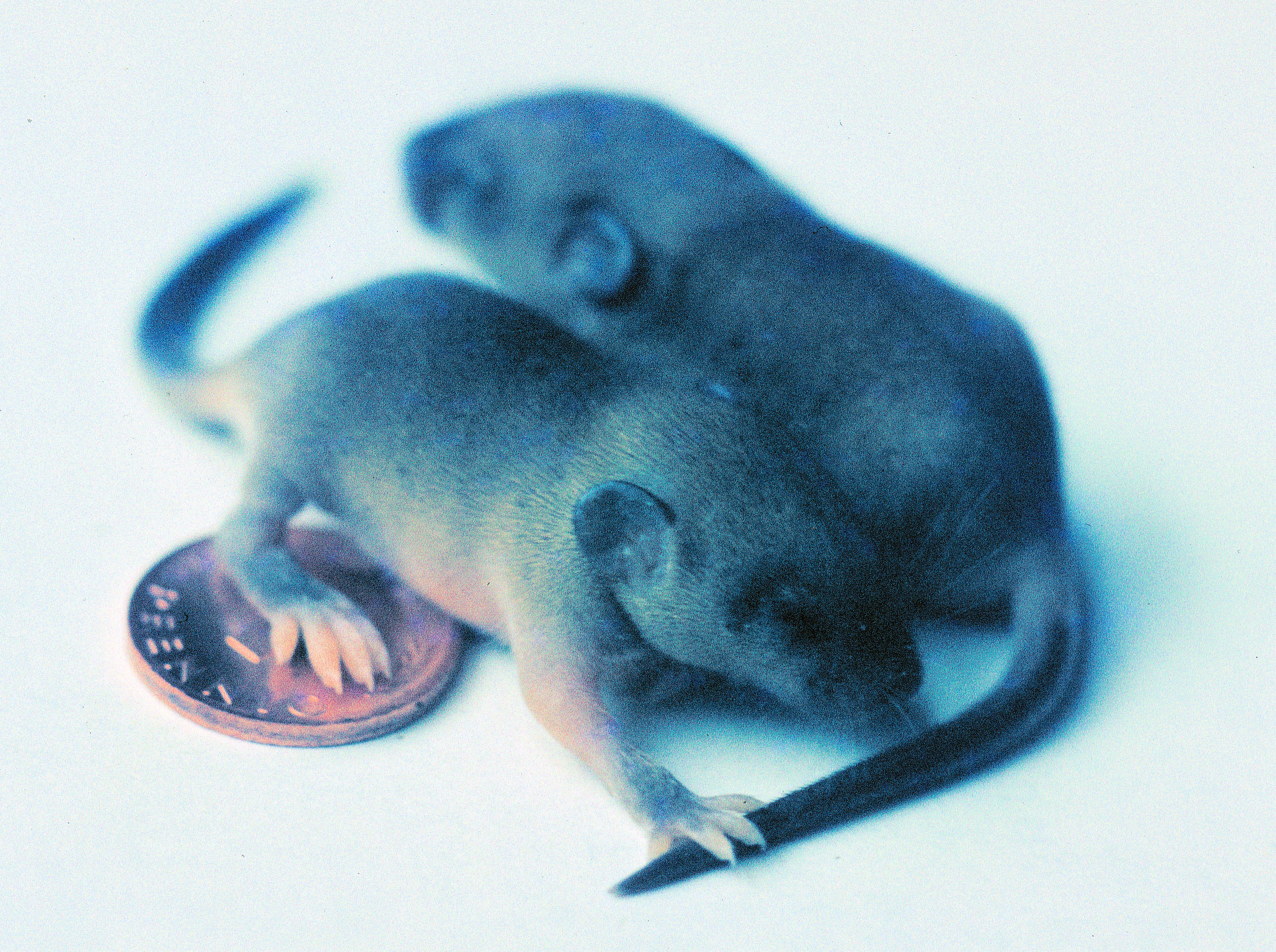
10. Lebenstag: Die Jungmäuse stehen jetzt auf vier Beinen, die Augen sind noch geschlossen.
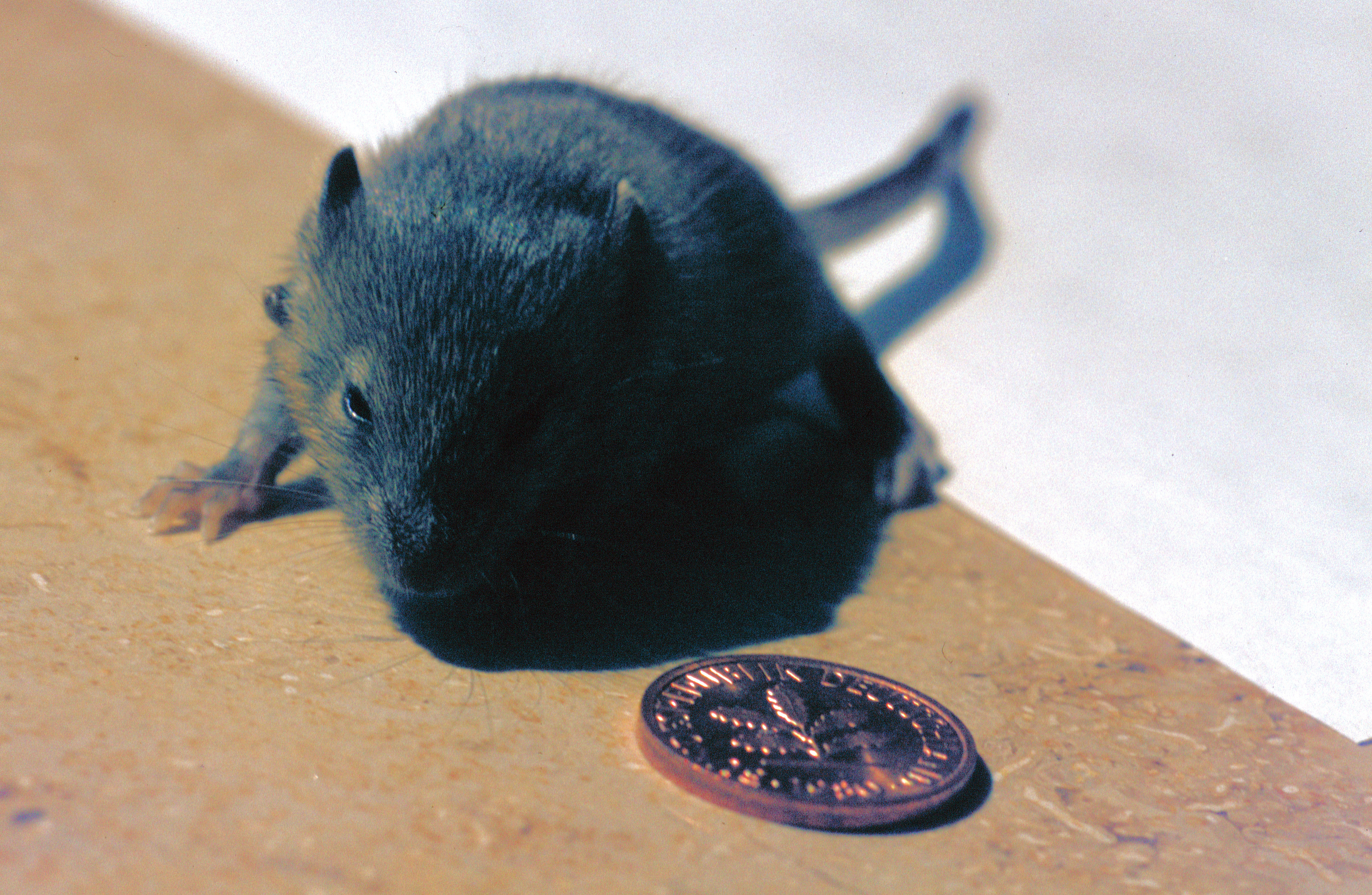
14. Lebenstag: Die Augen sind offen, die Behaarung ist lang und dicht.
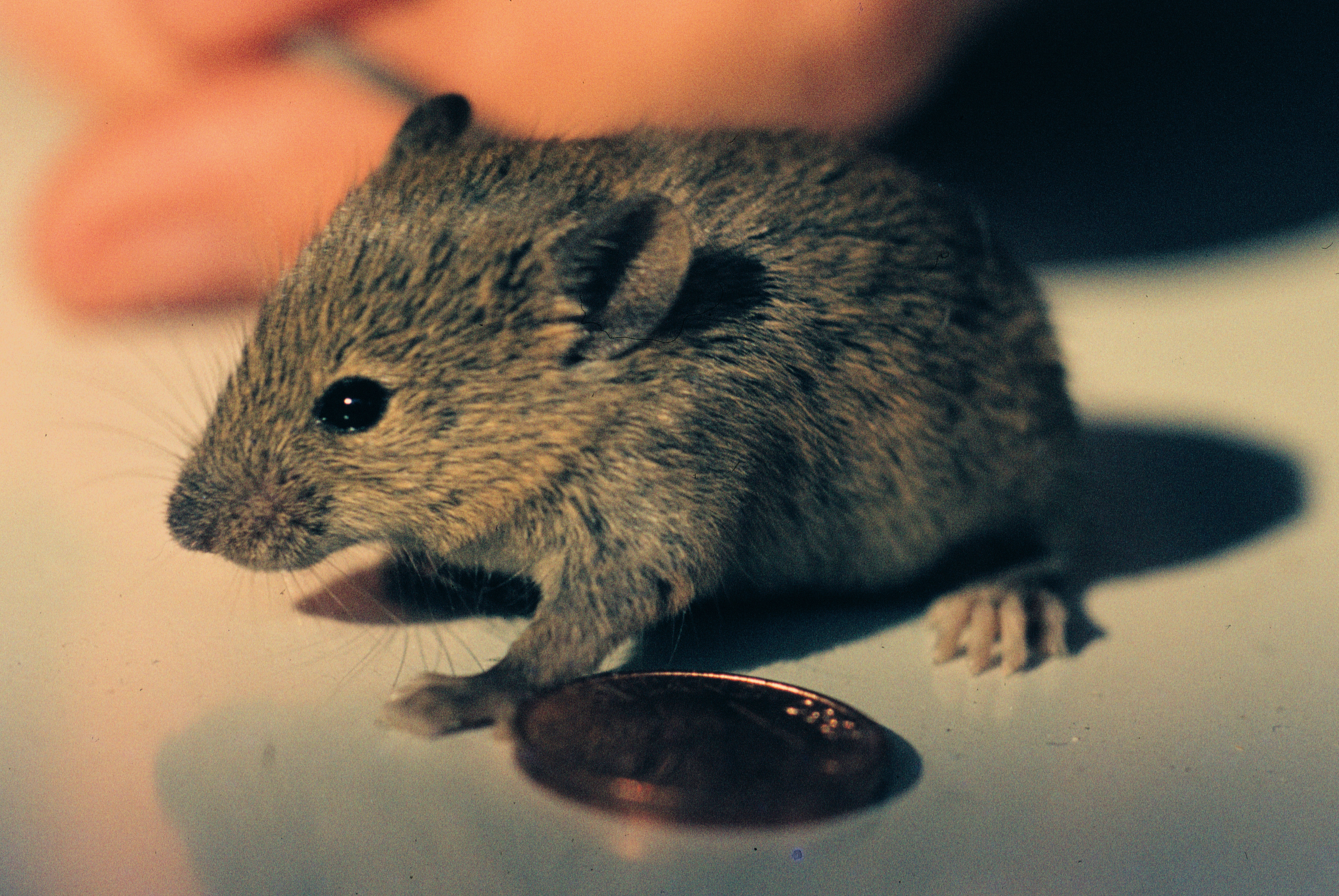
17. Lebenstag: Die Jungmaus ist noch klein, aber voll entwickelt.